# Salviamo il salvabile (Fratelli di Soledad)
Salviamo il salvabile è il terzo album del gruppo musicale Fratelli di Soledad, pubblicato nel 1994.

## Il disco
Il disco contiene 12 brani, tra cui 11 cover originali del gruppo e il pezzo originale I Fratelli nella Jungla. È stato realizzato con la collaborazione di molti musicisti, tra cui Max Casacci degli Africa Unite e Subsonica, Madasky degli Africa Unite, Samuel degli Hisonz Street Band, Amici di Roland e Subsonica, Davide Graziano dei Loschi Dezi e Mau Mau, Davide Rossi dei Mau Mau, Mao ed altri. Inoltre, Loredana Bertè canta sul suo pezzo ...E la luna bussò.

## Tracce
1. Gioia E Rivoluzione (Fariselli, Tavolazzi, Tofani) 5:00
2. Salviamo Il Salvabile (Bennato) 3:28
3. Fiume Sand Creek (DeAndrè, Bubola) 4:32
4. Limonata E Zanzare (Fossati) 3:44
5. (Per Quello Che Ho Da Fare) Faccio Il Militare (Rossi) 4:45
6. Uh Mammà (Cavallo) 3:53
7. …E La Luna Bussò (Lavezzi, Pace, Avogadro) 5:00
8. America (Nannini) 3:56
9. Nel Ghetto (Pace, Avogadro, Radius) 4:32
10. Gianna (Gaetano) 3:25
11. Cuba (Finardi) 4:19
12. I Fratelli Nella Jungla (Silvestri, Caudullo) 4:30

## Formazione
- Voce – Roberto Boggio
- Chitarra, Cori – Giorgio Silvestri
- Basso – Josh Sanfelici
- Batteria, Cori – Marco Ciari
- Tastiere, Cori – Gianluca Vacha
- Sassofoni – Paolo Parpaglione
- Trombone – Massimo Ghironi
- Tromba – Roy Paci